# Два капитена
„Два капитена” је југословенска телевизијска серија снимљена 1973. године у продукцији Телевизије Београд.

## Улоге
| Глумац                 | Улога                             |
| ---------------------- | --------------------------------- |
| Мија Алексић           | Капитен ТВ екипе (1 еп. 1973)     |
| Миодраг Петровић Чкаља | Капитен ТВ гледалаца (1 еп. 1973) |

Комплетна ТВ екипа ▼
| Редитељ    | Радивоје Лола Ђукић | (1 еп. 1973) |
| Сценариста | Радивоје Лола Ђукић | (1 еп. 1973) |